# کنت تاینن
کنت پیکاک تاینن (۲ آوریل ۱۹۲۷ – ۲۶ ژوئیه ۱۹۸۰) نویسنده انگلیسی و منتقد تئاتر بود. در سال ۱۹۶۳، تاینن به عنوان مدیر ادبی شرکت ملی تئاتر جدید منصوب شد.
تاینن که از مخالفان سانسور تئاتر بود، اولین کسی بود که در تلویزیون انگلیس «فاک» گفت (گرچه اکنون این موضوع مورد اختلاف است) که در آن زمان بحث‌برانگیز بود. بعداً در زندگی خود، او در کالیفرنیا اقامت گزید و در آنجا کار نویسندگی خود را از سر گرفت.

## کودکی
تاینن در بیرمنگام، انگلیس، متولد شد. تایینن لکنت زبان داشت که در کودکی بارزتر بود. وی همچنین از هوش بالایی در سطح بالایی برخوردار بود. در شش سالگی، دفترچه خاطرات داشت.